# Cyanocorax dickeyi
La ghiandaia dal ciuffo (Cyanocorax dickeyi Moore, 1935) è un uccello passeriforme della famiglia dei corvidi.

## Etimologia
Il nome scientifico della specie, dickeyi, rappresenta un omaggio all'ornitologo americano Donald Ryder Dickey.

## Descrizione

### Dimensioni
Misura 37 cm di lunghezza, per 160-185 g di peso.

### Aspetto

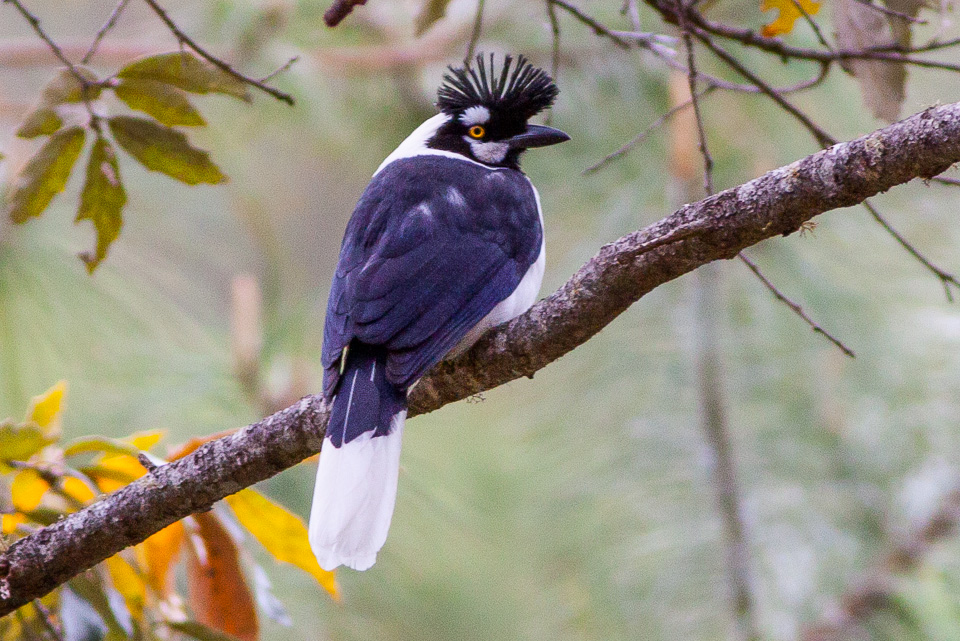
Esemplare nel Sinaloa.

Si tratta di uccelli dall'aspetto tozzo e robusto, con grossa testa ovale e allungata munita di cresta frontale erettile, becco forte e conico, non molto lungo (impressione data anche dall'area basale attorno alle narici ricoperta di piume) dall'estremità lievemente adunca, grandi occhi, lunghe ali digitate, coda piuttosto allungata e forti zampe artigliate.
Il piumaggio è nero su fronte (cresta compresa), vertice, faccia, gola e parte superiore del petto: sopracciglio e guancia sono di colore grigio-lavanda, mentre nuca, spalle e lati del collo sono di colore bianco puro. Dello stesso colore sono anche petto, area scapolare (tramite la quale il bianco dorsale e quello ventrale sono collegati), ventre, fianchi e sottocoda: dorso, ali e porzione prossimale della coda sono di colore blu-violaceo, mentre la metà distale di quest'ultima è anch'essa bianca.
Il becco e le zampe sono di colore nero, mentre gli occhi sono di colore giallo ambrato.

## Biologia
Si tratta di uccelli diurni e sociali, che vivono in piccoli stormi che possono arrivare a contare una ventina d'individui: gli stormi sono generalmente a base familiare (ovverosia composti da una coppia riproduttiva e dai figli di una o due covate precedenti), e passano la maggior parte della giornata alla ricerca di cibo, muovendosi fra il suolo e i rami di cespugli ed alberi per ottenerli.
Il repertorio vocale di questi uccelli è piuttosto vario e composto da una serie di suoni acuti e gracchianti bitonali.

### Alimentazione
La ghiandaia dal ciuffo è un uccello onnivoro, nella cui dieta la parte vegetale (costituita da ghiande, granaglie, bacche, frutti e verdura) è largamente predominante rispetto a quella animale (rappresentata principalmente da invertebrati, soprattutto coleotteri), per un rapporto generalmente di 70-30.

### Riproduzione
Si tratta di uccelli monogami, che cominciano a riprodursi verso la prima di aprile: le coppie collaborano nella costruzione del nido (una struttura a coppa fatta da rametti intrecciati e foderata internamente da materiale più soffice), nella cova (col maschio che imbecca la femmina intenta a covare e tiene a bada i dintorni) e nell'allevamento della prole, attività quest'ultima alla quale partecipano anche gli altri membri dello stormo.

## Distribuzione e habitat
La ghiandaia dal ciuffo è endemica del Messico occidentale, del quale popola le pendici occidentali della Sierra Madre Occidentale a cavallo fra il Sinaloa sud-orientale, il Nayarit nord-orientale ed il Durango sud-occidentale.
L'habitat di questi uccelli è rappresentato dalle aree boschive miste collinari e pedemontane, con presenza di corsi d'acqua nelle vicinanze.